# Birmingham 6
Birmingham 6 ist eine dänische Elektro-Industrial/EBM-Musikgruppe, welche im Jahre 1991 gegründet wurde. Sie wurde nach den Birmingham Six benannt, eine Gruppe irischer Männer, die fälschlicherweise für die Bombenanschläge von Birmingham inhaftiert wurden. Mitglieder der Band sind Kim Løhde Petersen und Michael Hillerup.

## Themen
Der Name wurde gewählt, da sich die Themen in den Texten auf das Unrecht in der Welt fokussieren, besonders dem westlicher Demokratien. Oft riefen die Texte ein kontroverses Echo hervor. Während einige Radiosender sich weigerten die Lieder zu spielen, wollten andere Musikgruppen nicht mit der Band in Verbindung gebracht werden. Birmingham 6 schrieb mehrere Lieder, in denen es um die Infragestellung von Regierungssystemen geht und deren Weigerung, eigenes Fehlverhalten zuzugeben. In dem Stück Israel geht es um den Konflikt zwischen den Palästinensern und den Juden. Contagious behandelt AIDS als Thema und Who Do You Love? beschreibt die Schwierigkeit das Gute vom Bösen zu unterscheiden. Das Lied 6794700 beschreibt die Sicht der Kirche auf das Thema Abtreibung, mit der die Bandmitglieder nicht übereinstimmen. Love Child handelt davon, wie Reiseveranstalter dabei helfen, Wünsche einiger Männer nach Kinderprostituierten in Thailand zu erfüllen. Im Lied Policestate geht um die Unruhen in Kopenhagen im Zuge des Referendums für den Vertrag von Maastricht im Jahre 1993, bei der die Polizei Schüsse in die aufgebrachte Menschenmenge abgab und dabei mehrere Demonstranten verletzte.

## Veröffentlichungen
Das erste Album, Mindhallucination, erschien 1994. In den Vereinigten Staaten wurde es 1995 als Assassinate mit einigen Änderungen an der Stückauswahl herausgebracht. Ihr nächstes Album, Error of Judgement, wurde 1996 veröffentlicht. 1999 erschien Resurrection, eine Sammlung aus vorher veröffentlichten Stücken und zwei neuen Remixen. 7 Stücke des Albums Error of Judgement wurden von Jean-Luc de Meyer gesungen, dieser ist vor allem bekannt als Mitglied der Band Front 242.
Birmingham 6 veröffentlichte zudem eine Single ihres Covers des Stückes Godlike von KMFDM und coverten AC/DCs Thunderstruck für das 1997 bei Cleopatra Records erschienene Tribut-Album Covered in Black. Des Weiteren coverten sie Metallicas Seek and Destroy für das Tribut-Album Tribute to... METALLICA.

## Konzerttouren
Im Jahre 1997 starteten sie eine fünfwöchige Küste-zu-Küste-Tour durch die USA, zusammen mit der aus Seattle stammenden Band Rorschach Test. Durch die schlechte Organisation der Tour verließ Sänger und Gründungsmitglied Kim Løhde Petersen die Gruppe bereits nach vier Auftritten. Zu dieser Zeit wurden sie „eine der vielversprechendsten Bands des Industrial“ genannt.
Unfähig, die verbleibenden Shows auf der Tour ohne Kim in Angriff zu nehmen, brachen sie die Reise ab und kehrten pleite nach Dänemark zurück.
Als Ausdruck der Wertschätzung für den dänischen Club Metropolis kamen Kim Løhde Petersen und Michael Hillerup am 7. März 2003 für eine Nacht zusammen, um live auf der Feier für das zehnjährige Bestehen des Clubs zu spielen. Dort traten auch Diary of Dreams auf.
Im Oktober 2008 spielten Birmingham 6 auf dem 12. Elektrisch Festival in Zwickau. Das deutsche Label Black Rain veröffentlichte die Live-Kompilation 12. Electrisch Festival am 17. Dezember 2008. Auf dem Festival spielten auch Absolute Body Control und Tyske Ludder. Die Birmingham 6 Stücke auf der Live-Kompilation sind You Cannot Walk Here und eine Coverversion des Liedes Godlike von KMFDM.
Im März 2009 traten Birmingham 6 auf der 10 Years of Black Rain-Show in Kopenhagen auf, um das zehnjährige Bestehen des Labels Black Rain zu feiern. Dort waren außerdem noch die Bands Hicoctan und Feindflug vertreten.

## Diskographie
- 1992: Israel (Single, CD/12″-Vinyl, Neo Ego / Discomania)
- 1993: Contagious (EP, CD/12″-Vinyl, Transfixion Records)
- 1994: Mindhallucination (Album, CD, Transfixion Records)
- 1995: Policestate (EP, CD, Cleopatra Records)
- 1995: Assassinate (Album, CD, Cleopatra Records)[3]
- 1996: Error of Judgement (Album, CD/12″-Vinyl, Zoth Ommog Records / Cleopatra Records)
- 1996: To Protect and To Serve (Remixalbum, CD, Cleopatra Records)
- 1997: You Cannot Walk Here (EP, CD, Zoth Ommog Records / Cleopatra Records)
- 1998: Mixed Judgements (Remix-EP, CD, Zoth Ommog Records)
- 1999: Resurrection (Kompilation, CD, COP International)

Beiträge auf Kompilationen (Auswahl):
- 1992: This Girl auf Cyberworld (CD/2x12″-Vinyl, Playground Records)
- 1993: Israel auf We Came To Dance · Indie - Dancefloor Vol. I (CD, Sub Terranean / SPV Records)
- 1994: War Of Violence auf Cyberworld II (CD, Hard Records)
- 1996: Who Do You Love? auf Wired Injections (CD, Cleopatra Records)
- 1998: Seek And Destroy auf The Blackest Album - An Industrial Tribute To Metallica (CD/MC, Cleopatra Records)

## Musikvideos
- 1995: Policestate